# Hartwig Zukunft
Hartwig Zukunft (* 15. Juni 1938; † 31. Januar 2020) war ein deutscher Fußballspieler. Für den SC Einheit Dresden spielte er 1961/62 in der DDR-Oberliga, der höchsten Liga im DDR-Fußball.

## Sportliche Laufbahn
Als sich beim DDR-Oberligisten und Fußballschwerpunkt des Bezirks Dresden SC Einheit Dresden der Stamm-Linksaußenstürmer Peter Tempel im Sommer 1961 langfristig verletzt hatte, veranlasste der Sportclub den Wechsel des Stürmers Hartwig Zukunft vom viertklassigen Bezirksligisten Motor Niesky zu Einheit Dresden. Der 23-jährige Stürmer hatte zuvor bei der Betriebssportgemeinschaft (BSG) in Niesky seit 1959 in der Männermannschaft gespielt. 
Dresdens Trainer Gottfried Eisler setzte Hartwig Zukunft sofort nach Tempels Verletzung am 15. Oberligaspieltag auf dessen Position ein. Danach wechselte er ihn am 18. Spieltag noch einmal drei Minuten vor Spielschluss ein. Anschließend übernahm Eberhard Trommer die Linksaußenposition. Erst vom 30. Spieltag an kam Hartwig Zukunft, nun unter Trainer Heinz Seifert, wieder in der Oberliga zum Zuge und bestritt alle Spiele bis zum Saisonende. Damit beschloss er die Saison mit zwölf Oberligaeinsätzen, in denen er auch zwei Tore erzielt hatte. Anschließend verließ er den SC Einheit Dresden wieder, dieser hatte die Spielzeit als Absteiger beendet.
Zur Spielzeit 1962/63 schloss sich Hartwig Zukunft wieder der BSG Motor Niesky an, die zu dieser Zeit in der Bezirksklasse spielte. Er verhalf ihr sofort zum Aufstieg in die Bezirksliga, die inzwischen drittklassig geworden war. Motor Niesky konnte jedoch nicht die Klasse halten und stieg 1965 wieder ab. Daraufhin wechselten Hartwig Zukunft zum zweitklassigen DDR-Ligisten Aktivist Schwarze Pumpe Hoyerswerda, wo er in 25 von 30 Ligaspielen weiterhin als Stürmer eingesetzt wurde. Nach einer Saison stieg er 1966 auch mit dieser Mannschaft ab. Hartwig Zukunft blieb jedoch in Hoyerswerda und verhalf den Aktivisten 1967 ebenfalls zum Wiederaufstieg. In der DDR-Liga-Saison 1967/68 kam er nur noch dreimal zum Einsatz. Als Aktivist Schwarze Pumpe wieder abstieg, war die Laufbahn von Hartwig Zukunft im höherklassigen Fußball beendet.